# رگ لوئیس (بدنساز)
رجینالد برنی لوئیس (زاده ۲۳ ژانویه ۱۹۳۶ – درگذشته ۱۱ فوریه ۲۰۲۱) یک بدنساز و بازیگر آمریکایی بود.